# St. Ursula (Horgenzell)

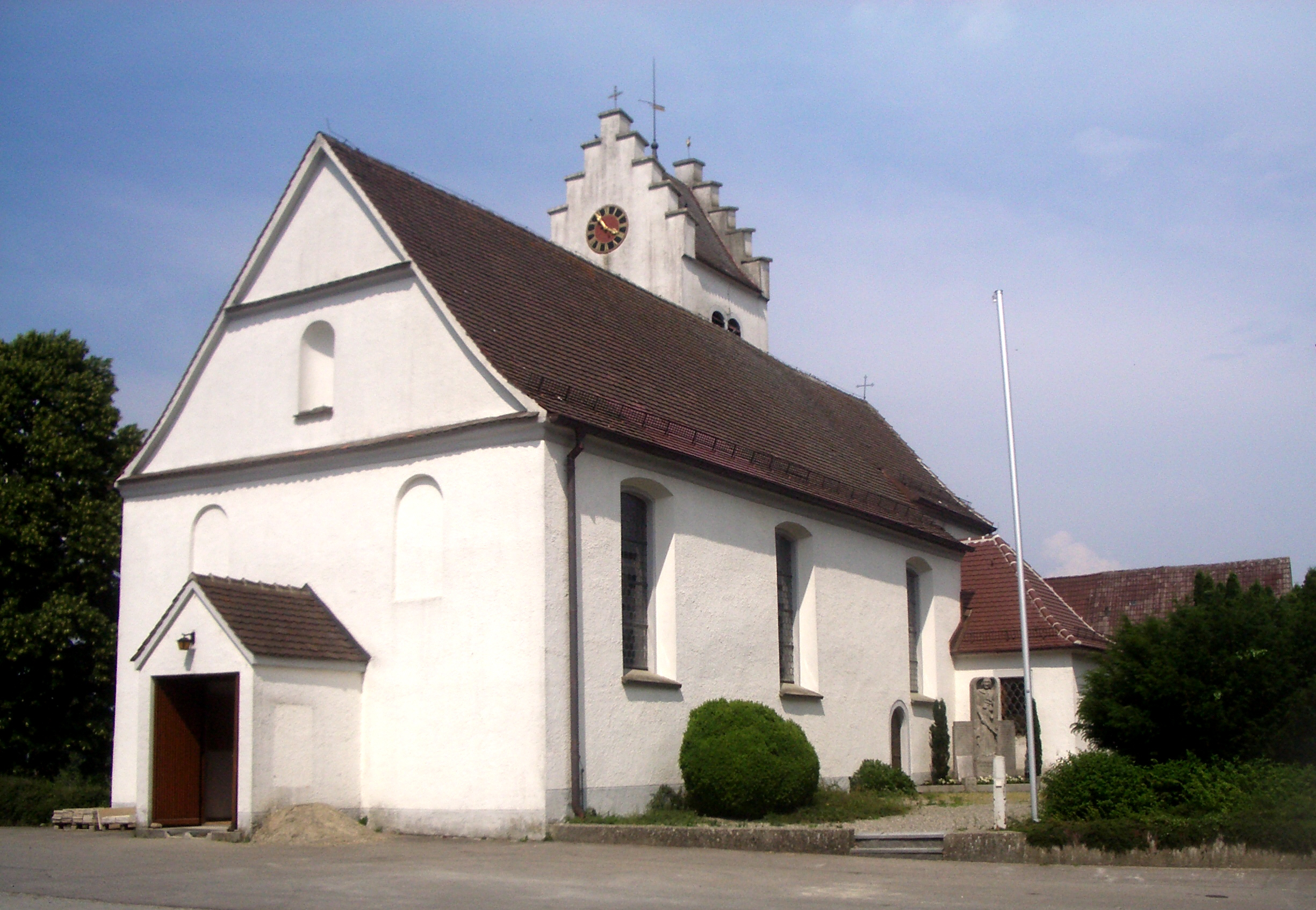
St. Ursula in Horgenzell

Die römisch-katholische Pfarrkirche St. Ursula steht in Horgenzell, einer Gemeinde im Landkreis Ravensburg in Baden-Württemberg. Die Kirchengemeinde gehört zum Dekanat Allgäu-Oberschwaben der Diözese Rottenburg-Stuttgart. Das Bauwerk ist beim Landesamt für Denkmalpflege Baden-Württemberg als Baudenkmal eingetragen.

## Geschichte
Vermutlich besteht die Pfarrei Horgenzell schon seit 1121. Im Jahre 1275 kam die Kirche an das Kloster Kreuzlingen in der Schweiz, was ein Kreuzlinger Wappen in der heutigen Kirche erklärt, die 1531 geweiht wurde. 1721 wurde sie umgebaut und erweitert und im Stil des Barock umgestaltet.

## Beschreibung

### Außen
Die Saalkirche  besteht aus einem Langhaus, einem eingezogenen, dreiseitig geschlossenen Chor im Osten, einem Chorflankenturm an der Nordwand des Chors und der Sakristei an der Südwand. An der wenig gegliederten Westfassade schützt ein kleines Vorzeichen den Haupteingang der Kirche.
Der Kirchturm ist mit einem Satteldach zwischen Staffelgiebeln bedeckt, in denen sich die Zifferblätter der Turmuhr befinden. Sein oberstes Geschoss beherbergt hinter den als Biforien gestalteten Klangarkaden den Glockenstuhl, in dem seit 1955 ein vierstimmiges Glockengeläut der Kemptener Glockengießerei Gebhard mit der Stimmung e′ – g′ – a′ – c″ hängt. 

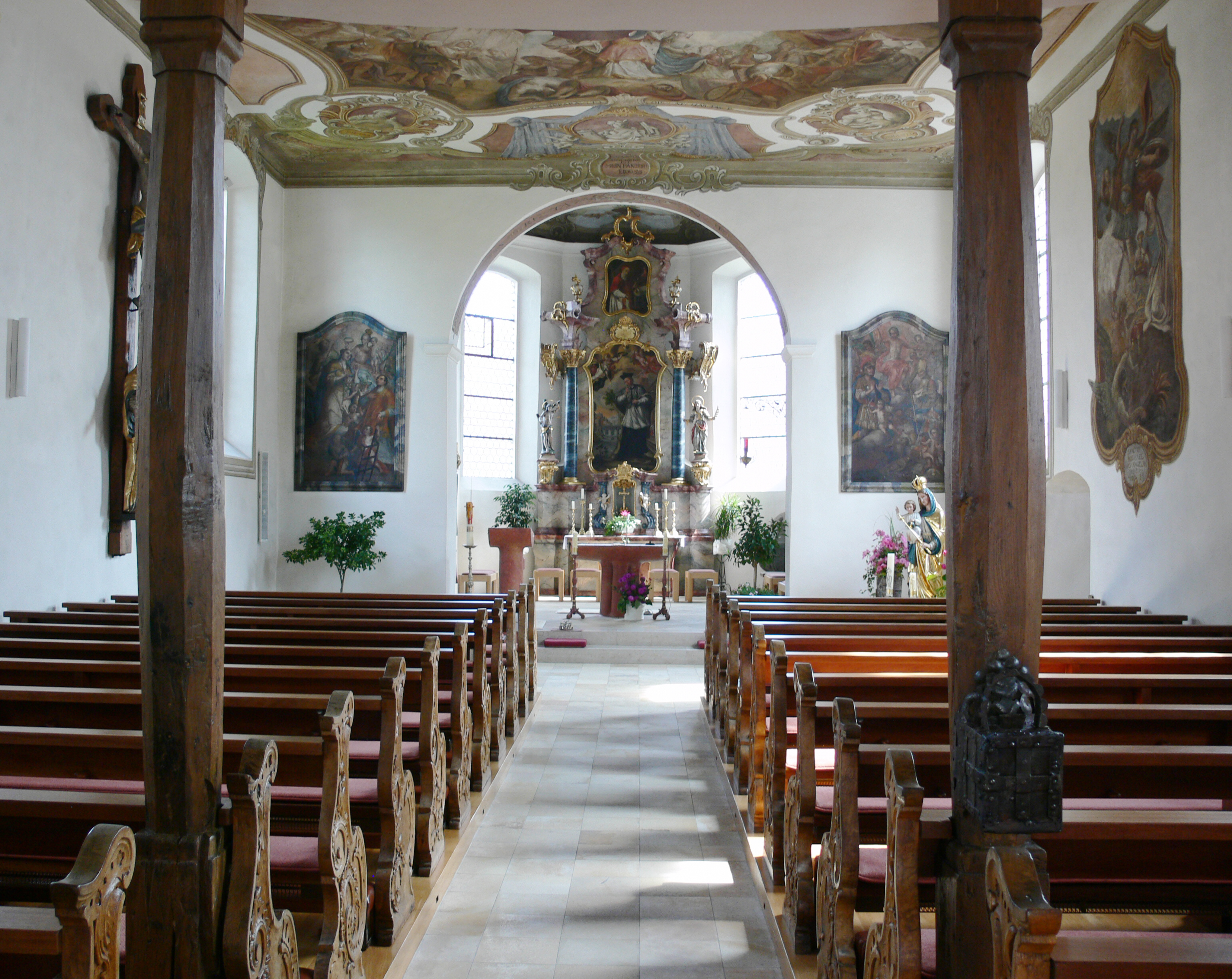
Inneres, Blick zum Altar

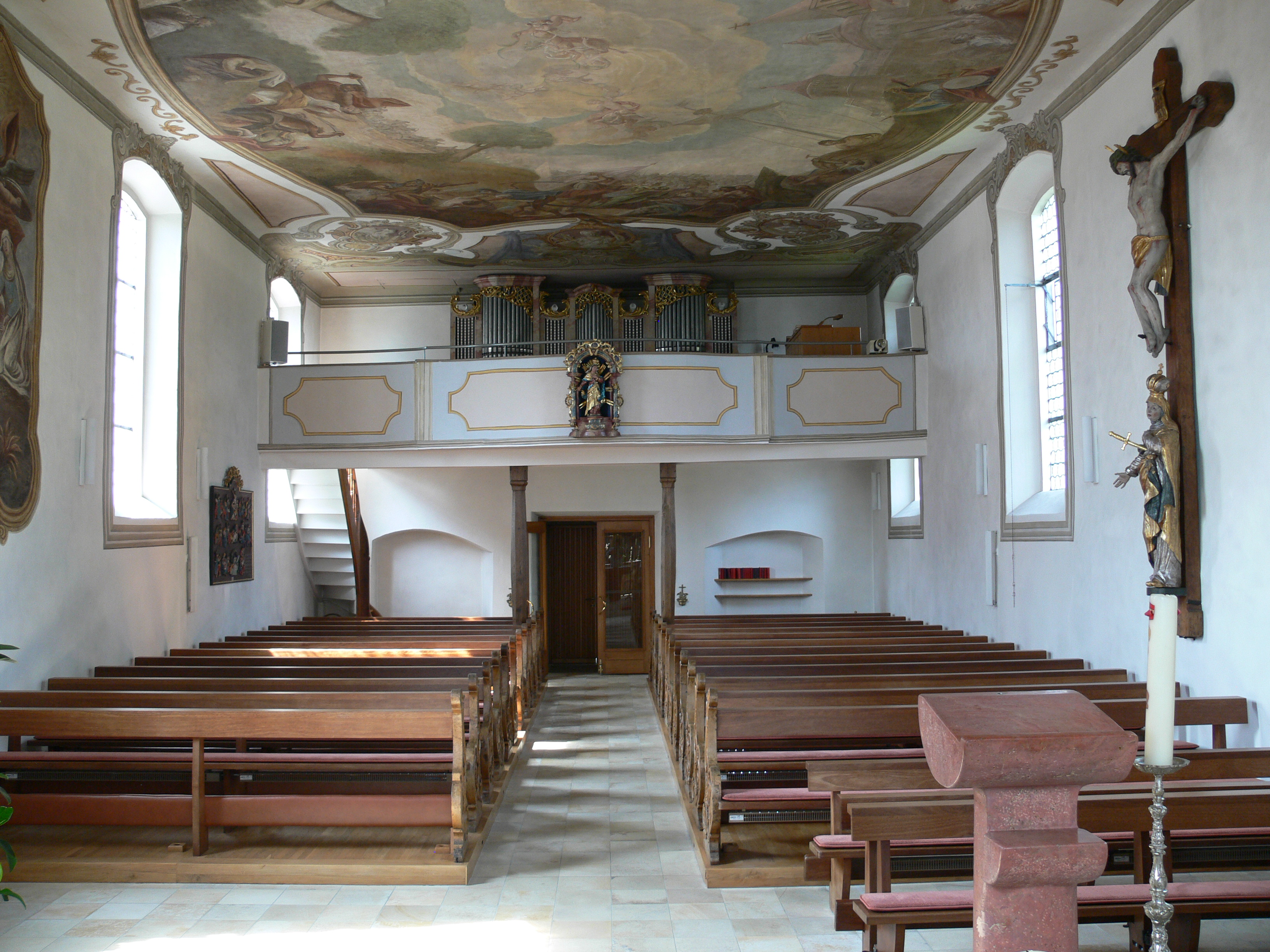
Blick zur Orgelempore

### Innen
Im Innern wird das Kirchenschiff mit drei Fensterachsen durch einen Chorbogen vom Chor getrennt. Vor dem Hochaltar steht heute ein Zelebrationsaltar und ein dazu passender Ambo in zeitgenössischen Formen. Belichtet mit natürlichem Licht werden Chor und Kirchenschiff durch große klare Kirchenfenster. Die Decke ist flach und bemalt. Das Deckengemälde „Marter der heiligen Ursula“, das sich nahezu über die gesamte Decke im Langhaus erstreckt,  wurde 1763 von Johann Baptist Bergmüller gestaltet. Es wurde anlässlich einer Sanierung des Kircheninnern im Jahr 2017 restauriert.
An der nördlichen Längswand hängt ein großes Kruzifix aus dem Jahr 1736 von Hans Georg Zeusch. Unter dem Gekreuzigten ist am überlangen Längsbalken eine farbig gefasste gekrönte Madonnenfigur angebracht, deren Brust von einem goldenen Schwert durchbohrt wird, eine eher ungewöhnliche Darstellung der Mater Dolorosa.
1952 bekam die Kirche St. Ursula eine neue Orgel der Manufaktur Reiser Orgelbau aus Biberach an der Riß mit 16 Registern auf zwei Manualen und Pedal. In die Brüstung der Orgelempore ist eine weitere Marienfigur eingearbeitet.

## Nachweise
1. ↑  Schwäbische.de: Philipp Richter, Horgenzeller Deckenfresko wird restauriert

Koordinaten: 47° 48′ 19,7″ N, 9° 30′ 1,2″ O